# Championnat d'Écosse de football 2022-2023
 (juin 2022).
Si vous disposez d'ouvrages ou d'articles de référence ou si vous connaissez des sites web de qualité traitant du thème abordé ici, merci de compléter l'article en donnant les références utiles à sa vérifiabilité et en les liant à la section « Notes et références ».
Navigation
Édition précédente Édition suivante
La 126e édition du championnat d'Écosse de football est la dixième sous l'appellation Scottish Premiership. Elle oppose les douze meilleurs clubs d'Écosse en une série de trente-huit journées : les équipes s'affrontent à trois reprises de la 1re à la 33e journée, puis le championnat se scinde en deux poules pour les 5 journées restantes.
Lors de cette saison, le Celtic défend son titre face à 11 autres équipes dont une promue du Scottish Championship : Kilmarnock FC.

## Équipes

### Participants et localisation
| \| Aberdeen CEL Hibernian LIV Motherwell RAN St. Johnstone STM Ross County Dundee United Hearts Kilmarnock FC \| Localisation des clubs |
| Aberdeen CEL Hibernian LIV Motherwell RAN St. Johnstone STM Ross County Dundee United Hearts Kilmarnock FC                              |

| Club                   | Se maintient depuis | Classement 2021-2022 | Stade                 | Capacité théorique | Ville      | Nombre de saisons en première division |
| ---------------------- | ------------------- | -------------------- | --------------------- | ------------------ | ---------- | -------------------------------------- |
| Celtic FC              | 1890                | 1                    | Celtic Park           | 60 355             | Glasgow    | 125                                    |
| Rangers FC             | 2016                | 2                    | Ibrox Stadium         | 51 082             | Glasgow    | 121                                    |
| Heart of Midlothian FC | 2021                | 3                    | Tynecastle Stadium    | 19 852             | Édimbourg  | 114                                    |
| Dundee United FC       | 2020                | 4                    | Tannadice Park        | 14 223             | Dundee     | 61                                     |
| Motherwell FC          | 1985                | 5                    | Fir Park              | 13 677             | Motherwell | 106                                    |
| Ross County FC         | 2019                | 6                    | Global Energy Stadium | 6 541              | Dingwall   | 9                                      |
| Livingston FC          | 2018                | 7                    | Tony Macaroni Arena   | 9 512              | Livingston | 9                                      |
| Hibernian FC           | 2017                | 8                    | Easter Road           | 20 421             | Édimbourg  | 113                                    |
| St Mirren FC           | 2018                | 9                    | The SMISA Stadium     | 8 023              | Paisley    | 101                                    |
| Aberdeen FC            | 1905                | 10                   | Pittodrie Stadium     | 20 866             | Aberdeen   | 108                                    |
| St Johnstone FC        | 2009                | 11                   | McDiarmid Park        | 10 696             | Perth      | 51                                     |
| Kilmarnock FC          | 2022                | 1 (SC)               | Rugby Park            | 17 889             | Kilmarnock | 93                                     |

Légende des couleurs
- Troisième tour de qualification de la Ligue des champions 2022-2023
- Troisième tour de qualification de la Ligue des champions 2022-2023
- Barrages de la Ligue Europa 2022-2023
- Troisième tour de qualification de la Ligue Europa Conférence 2022-2023
- Deuxième tour de qualification de la Ligue Europa Conférence 2022-2023
- Promu de Scottish Championship

### Informations équipes
| Club                | Entraîneur               | Capitaine         | Équipementier | Sponsor maillot                                   |
| ------------------- | ------------------------ | ----------------- | ------------- | ------------------------------------------------- |
| Aberdeen            | Jim Goodwin              | Anthony Stewart   | Adidas        | TEXO                                              |
| Celtic              | Ange Postecoglou         | Callum McGregor   | Adidas        | Dafabet                                           |
| Dundee United       | Jack Ross                | Ryan Edwards      | Macron        | QuinnBet                                          |
| Heart of Midlothian | Robbie Neilson           | Craig Gordon      | Umbro         | MND Scotland (domicile) Stellar Omada (extérieur) |
| Hibernian           | Lee Johnson              | Paul Hanlon       | Joma          | Utilita                                           |
| Kilmarnock          | Derek McInnes            | Chris Stokes      | Hummel        | Brownings the Bakers                              |
| Livingston          | David Martindale         | Nicky Devlin      | Joma          | Phoenix Drilling Ltd.                             |
| Motherwell          | Graham Alexander         | Stephen O'Donnell | Macron        | Paycare                                           |
| Rangers             | Giovanni van Bronckhorst | James Tavernier   | Castore       | 32Red (domicile) Unibet (troisième)               |
| Ross County         | Malky Mackay             | Keith Watson      | Joma          | Ross-shire Engineering                            |
| St. Johnstone       | Callum Davidson          | Liam Gordon       | Macron        | Binn Group                                        |
| St. Mirren          | Stephen Robinson         | Joe Shaughnessy   | Joma          | Digby Brown                                       |

## Organisation de la compétition

### Règlement
Le classement est établi sur le barème de points classique (victoire à 3 points, match nul à 1, défaite à 0).
Pour départager les égalités, on tient d'abord compte de la différence de buts générale, puis du nombre de buts marqués, puis des confrontations directes et enfin si la qualification ou la relégation est en jeu, les deux équipes jouent une rencontre d'appui sur terrain neutre.

## Compétition

### Les moments forts de la saison
Le 3 septembre 2022, à l'occasion de la sixième journée, a lieu le premier Old Firm de la saison. Le Celtic s'impose très largement sur son rival de toujours les Rangers par  4 buts à 0. Il prend ainsi cinq points d'avance au championnat.
Lors de la 8e journée, St Mirren inflige au Celtic alors leader sa première défaite de la saison.
Le 7 mai 2023, lors de la 34e journée, le Celtic s'impose face au Heart of Midlothian FC et remporte ainsi le 53e titre de champion d'Écosse de son histoire.

### Classement
| Rang | Équipe                 | Pts | J  | G  | N  | P  | Bp  | Bc | Diff |
| ---- | ---------------------- | --- | -- | -- | -- | -- | --- | -- | ---- |
| 1    | Celtic FC T C L        | 99  | 38 | 32 | 3  | 3  | 114 | 34 | +80  |
| 2    | Rangers FC             | 92  | 38 | 29 | 5  | 4  | 93  | 37 | +56  |
| 3    | Aberdeen FC            | 57  | 38 | 18 | 3  | 17 | 56  | 60 | -4   |
| 4    | Heart of Midlothian FC | 54  | 38 | 16 | 9  | 14 | 63  | 57 | +6   |
| 5    | Hibernian FC           | 52  | 38 | 15 | 7  | 16 | 57  | 59 | -2   |
| 6    | St Mirren FC           | 46  | 38 | 12 | 10 | 16 | 43  | 61 | -18  |
|      |                        |     |    |    |    |    |     |    |      |
| 7    | Motherwell FC          | 50  | 38 | 14 | 8  | 16 | 53  | 51 | +2   |
| 8    | Livingston FC          | 46  | 38 | 13 | 7  | 18 | 36  | 60 | -24  |
| 9    | St Johnstone FC        | 43  | 38 | 12 | 7  | 19 | 41  | 59 | -18  |
| 10   | Kilmarnock FC P        | 40  | 38 | 11 | 7  | 20 | 37  | 62 | -25  |
| 11   | Ross County FC         | 34  | 38 | 9  | 7  | 22 | 37  | 60 | -23  |
| 12   | Dundee United FC       | 31  | 38 | 8  | 7  | 23 | 40  | 70 | -30  |

Qualifications européennes
Ligue des champions 2023-2024
- 1er : Phase de groupes
- 2e : 3e tour de qualification

Ligue Europa 2023-2024
- 3e  : Barrages

Ligue Europa Conférence 2023-2024
- 4e : 3e tour de qualification
- 5e : 2e tour de qualification

Relégation en Scottish Championship 2023-2024
- 11e : barrages de relégation
- 12e : relégation

Abréviations

### Résultats
| Résultats (▼dom., ►ext.)                                   | ABE | CEL | DUT | HEA | HIB | KIL | LIV | MTH | RAN | ROS | STJ | STM |
| Aberdeen FC                                                |     | 0-1 | 1-0 | 2-0 | 4-1 | 4-1 | 5-0 | 2-3 | 2-3 | 0-0 | 2-0 | 4-1 |
| Celtic FC                                                  | 2-0 |     | 4-2 | 2-0 | 6-1 | 2-0 | 2-1 | 2-1 | 4-0 | 2-1 | 4-1 | 4-0 |
| Dundee United FC                                           | 4-0 | 0-9 |     | 2-2 | 1-0 | 4-0 | 0-1 | 0-1 | 0-2 | 3-0 | 1-2 | 0-3 |
| Heart of Midlothian FC                                     | 5-0 | 3-4 | 4-1 |     | 3-0 | 3-1 | 1-1 | 3-2 | 0-4 | 2-1 | 3-2 | 1-0 |
| Hibernian FC                                               | 3-1 | 0-4 | 2-2 | 1-1 |     | 1-0 | 4-0 | 1-0 | 2-2 | 0-2 | 1-2 | 3-0 |
| Kilmarnock FC                                              | 2-1 | 0-5 | 1-1 | 2-2 | 1-0 |     | 2-3 | 2-1 | 2-3 | 1-0 | 2-1 | 0-0 |
| Livingston FC                                              | 2-1 | 0-3 | 1-1 | 1-0 | 2-1 | 1-0 |     | 1-1 | 1-2 | 0-1 | 1-0 | 1-1 |
| Motherwell FC                                              | 1-2 | 1-2 | 0-0 | 0-3 | 2-3 | 2-2 | 1-0 |     | 1-2 | 1-1 | 1-2 | 2-1 |
| Rangers FC                                                 | 4-1 | 2-2 | 2-1 | 1-0 | 3-2 | 2-0 | 1-1 | 3-0 |     | 4-0 | 4-0 | 4-0 |
| Ross County FC                                             | 1-1 | 1-3 | 1-1 | 1-2 | 0-2 | 1-0 | 0-2 | 0-5 | 0-1 |     | 1-2 | 3-2 |
| St Johnstone FC                                            | 0-1 | 1-2 | 0-1 | 2-3 | 0-1 | 1-0 | 2-4 | 1-1 | 2-1 | 0-0 |     | 3-0 |
| St Mirren FC                                               | 3-1 | 2-0 | 2-1 | 1-1 | 1-0 | 0-0 | 2-1 | 0-1 | 1-1 | 1-0 | 2-2 |     |
| - Victoire à domicile - Match nul - Victoire à l'extérieur |     |     |     |     |     |     |     |     |     |     |     |     |

| Résultats (▼dom., ►ext.)                                   | ABE | CEL | DUT | HEA | HIB | KIL | LIV | MTH | RAN | ROS | STJ | STM |
| Aberdeen FC                                                |     |     |     | 3-0 |     | 2-0 | 1-0 | 3-1 | 2-0 |     |     | 1-3 |
| Celtic FC                                                  | 4-0 |     |     | 3-1 | 3-1 |     | 3-0 | 1-1 | 3-2 |     |     |     |
| Dundee United FC                                           | 1-3 | 0-2 |     |     | 2-1 |     | 2-0 |     |     |     | 1-2 | 1-1 |
| Heart of Midlothian FC                                     |     |     | 3-1 |     |     |     |     |     | 0-3 | 6-1 | 3-0 | 0-2 |
| Hibernian FC                                               | 6-0 |     |     | 1-0 |     | 2-0 |     | 1-3 | 1-4 |     |     |     |
| Kilmarnock FC                                              |     | 1-4 | 1-0 | 2-1 |     |     |     | 1-1 |     |     | 1-1 |     |
| Livingston FC                                              |     |     |     | 0-0 | 1-4 | 3-1 |     |     | 0-3 | 2-1 | 2-0 |     |
| Motherwell FC                                              |     |     | 1-2 | 2-0 |     |     | 3-0 |     | 2-4 |     | 0-2 |     |
| Rangers FC                                                 |     |     | 2-0 |     |     | 3-1 |     |     |     | 2-1 | 2-0 | 5-2 |
| Ross County FC                                             | 0-1 | 0-2 | 4-0 |     | 1-1 | 3-0 |     | 0-2 |     |     |     |     |
| St Johnstone FC                                            | 0-1 | 1-4 |     |     | 1-1 |     |     |     |     | 0-2 |     | 1-1 |
| St Mirren FC                                               |     | 1-5 |     |     | 0-1 | 0-2 | 3-0 | 1-0 |     | 1-0 |     |     |
| - Victoire à domicile - Match nul - Victoire à l'extérieur |     |     |     |     |     |     |     |     |     |     |     |     |

Journées 34 à 38
À l'issue des 33 premières journées, deux poules sont constituées selon le classement du moment : les six premières équipes s'affrontent entre elles une seule fois (à domicile ou à l'extérieur) ; il en est de même pour les six dernières.
| Résultats (▼dom., ►ext.)                                   | ABE | CEL | HEA | HIB | RAN | STM |
| Aberdeen FC                                                |     |     |     | 0-0 |     | 3-0 |
| Celtic FC                                                  | 5-0 |     |     |     |     | 2-2 |
| Heart of Midlothian FC                                     | 2-1 | 0-2 |     | 1-1 |     |     |
| Hibernian FC                                               |     | 4-2 |     |     | 1-3 | 2-1 |
| Rangers FC                                                 | 1-0 | 3-0 | 2-2 |     |     |     |
| St Mirren FC                                               |     |     | 2-2 |     | 0-3 |     |
| - Victoire à domicile - Match nul - Victoire à l'extérieur |     |     |     |     |     |     |

| Résultats (▼dom., ►ext.)                                   | DUT | KIL | LIV | MTH | ROS | SJT |
| Dundee United FC                                           |     | 0-3 |     |     | 1-3 |     |
| Kilmarnock FC                                              |     |     | 2-0 |     | 3-1 | 0-1 |
| Livingston FC                                              | 2-1 |     |     | 1-1 |     |     |
| Motherwell FC                                              | 3-2 | 2-0 |     |     | 1-0 |     |
| Ross County FC                                             |     |     | 2-0 |     |     | 3-3 |
| St Johnstone FC                                            | 1-0 |     | 2-0 | 0-2 |     |     |
| - Victoire à domicile - Match nul - Victoire à l'extérieur |     |     |     |     |     |     |

### Barrages de relégation
| 1er juin 2023 | Partick Thistle FC                      | 2 - 0   | Ross County FC | Firhill Stadium, Glasgow                    |                                             |
| 20h00         | Aidan Fitzpatrick 9e · Brian Graham 45e | (2 - 0) |                | Spectateurs : 7 291 Arbitrage : David Munro | Spectateurs : 7 291 Arbitrage : David Munro |
| 20h00         | Rapport                                 |         |                | Spectateurs : 7 291 Arbitrage : David Munro | Spectateurs : 7 291 Arbitrage : David Munro |

| 4 juin 2023 | Ross County FC                                                                                     | 3 - 1 ap              | Partick Thistle FC                                                                                         | Victoria Park, Dingwall                    |                                            |
| 16h30       | Yan Dhanda 71e (pen.) · Simon Murray 72e · George Harmon 90e                                       | (0 - 1, 3 - 1, 3 - 1) | 43e Aidan Fitzpatrick                                                                                      | Spectateurs : 4 533 Arbitrage : Nick Walsh | Spectateurs : 4 533 Arbitrage : Nick Walsh |
| 16h30       | Rapport                                                                                            |                       | | Spectateurs : 4 533 Arbitrage : Nick Walsh | Spectateurs : 4 533 Arbitrage : Nick Walsh |
| 16h30       | Yan Dhanda · Simon Murray · Jordan White · Jack Baldwin · George Harmon · Keith Watson · Josh Sims | Tirs au but 5 - 4     | Aaron Muirhead · Kevin Holt · Kyle Turner · Brian Graham · Jack McMillan · Stuart Bannigan · Ross Docherty | Spectateurs : 4 533 Arbitrage : Nick Walsh | Spectateurs : 4 533 Arbitrage : Nick Walsh |

Le Ross County Football Club se maintient en première division, battant Partick Thistle Football Club à l'issue d'une séance de tirs au but.

## Statistiques

### Classement des Buteurs
| Rang | Joueur             | Club                   | Buts |
| ---- | ------------------ | ---------------------- | ---- |
| 1    | Kyogo Furuhashi    | Celtic FC              | 27   |
| 2    | Lawrence Shankland | Heart of Midlothian FC | 18   |
| -    | Kevin van Veen     | Motherwell FC          | 18   |
| 4    | Bojan Miovski      | Aberdeen FC            | 15   |
|      | Luís Lopes "Duk"   | Aberdeen FC            | 15   |
|      | James Tavernier    | Rangers FC             | 15   |
| 7    | Antonio Čolak      | Rangers FC             | 13   |
| 8    | Jota               | Celtic FC              | 11   |
| 9    | Liel Abada         | Celtic FC              | 10   |
| 10   | Alfredo Morelos    | Rangers FC             | 9    |

## Bilan de la saison
| Championnat d'Écosse de football 2022-2023            |                        |
| Champion                                              | Celtic FC (53e titre)  |
| Dauphin                                               | Rangers FC             |
| Coupes et trophées                                    |                        |
| Vainqueur de la Coupe d'Écosse 2022-2023              | Celtic FC              |
| Vainqueur de la Coupe de la Ligue écossaise 2022-2023 | Celtic FC              |
| Qualifications continentales                          |                        |
| Ligue des champions de l'UEFA 2023-2024               | Celtic FC              |
| Ligue des champions de l'UEFA 2023-2024               | Rangers FC             |
| Ligue Europa 2023-2024                                | Aberdeen FC            |
| Ligue Europa Conférence 2023-2024                     | Heart of Midlothian FC |
| Ligue Europa Conférence 2023-2024                     | Hibernian FC           |
| Promotions et relégations                             |                        |
| Promus en Scottish Premiership                        | Dundee FC              |
| Relégués en Scottish Championship                     | Dundee United FC       |